# Veľké Držkovce
Veľké Držkovce ist eine Gemeinde in der Westslowakei westlich der Stadt Bánovce nad Bebravou.
Sie entstand 1976 durch den Zusammenschluss der Gemeinden Čuklasovce (ungarisch Csuklász), Dolné Držkovce (deutsch Unterderschkowitz, ungarisch Alsódraskóc) und Horné Držkovce (deutsch Oberderschkowitz, ungarisch Felsődraskóc).

## Bevölkerung
| Jahr                | 1994 | 2004     | 2014    | 2024    |
| ------------------- | ---- | -------- | ------- | ------- |
| Anzahl der Personen | 586  | 670      | 653     | 637     |
| Unterschied         |      | +14,33 % | −2,53 % | −2,45 % |

| Jahr                | 2023 | 2024    |
| ------------------- | ---- | ------- |
| Anzahl der Personen | 654  | 637     |
| Unterschied         |      | −2,59 % |